# Henry du Roure
Henry du Roure, né le 29 août 1883 à Versailles dans le département des Yvelines et mort pour la France à Limey en Meurthe-et-Moselle le 21 septembre 1914, est un journaliste et écrivain français du XXe siècle. Très proche de Marc Sangnier, il est secrétaire général du mouvement Le Sillon. Son nom est inscrit au Panthéon parmi les 560 écrivains morts au combat pendant la Première Guerre mondiale.

## Biographie
Henry Charles Clément Marie Desroys du Roure, né le 29 août 1883 au no 25 de la rue Saint-Martin à Versailles, est le fils d'Edouard Louis Marie Armand Desroys du Roure (1852-1933), inspecteur des finances et de Marie Jeanne Clémentine Hamelin (1854-1914). 
De 1888 à 1893, sa famille est installée à Biarritz, où la proximité de la mer va inspirer chez lui une vocation de marin. Décidé à étudier à l’École navale, il doit s'en finalement s'en détourner car ses yeux distinguent mal les couleurs. Lorsqu’il revient à Paris, à dix ans, il entre à l’École Massillon, qui envoie ses élèves, à partir de la quatrième, suivre les cours du lycée Charlemagne. A seize ans, il change de lycée et passe au lycée Louis-le-Grand pour accompagner son frère René qui entre en rhétorique supérieure. 
À dix-sept ans, avant de commencer ses études de droit, il est séduit par les conférences de propagande de Marc Sangnier qui appelle la jeunesse à rejoindre le mouvement du Sillon et lui propose d'y apporter son concours. Les deux hommes se lient rapidement d'amitié, tous deux décidés à donner leur vie à la cause qu'ils défendent, un mouvement d’éducation démocratique. Il collabore à la création des cercles populaires et des Instituts populaires fondés en 1901, accompagnant Sangnier lors de ses conférences publiques. 
Louise Faure-Favier se souvient de lui comme « un grande jeune homme, mince, de tournure élégante et quelque peu nonchalante ; un beau visage pensif ; dans les yeux bruns très doux, une expression de mélancolie qui alternait avec le regard vif, avide de compréhension et d’action et où transparaissait une âme aimante et noble »,. 
En 1903, il prépare sa licence en droit, tout en étant secrétaire de la rédaction du journal Le Sillon et secrétaire d’un député. Vers la fin de l’année 1904, il part à Chartres pour faire une année de service militaire, au 102e régiment d'infanterie, qu'il termine avec le grade de caporal.  
Libéré du service militaire, il se consacre à l'expansion du Sillon à travers la publication de son journal, L'Éveil démocratique qui commence à paraitre en octobre 1905. Il poursuit des études de droit jusqu'au doctorat et soutient sa thèse le 28 avril 1910 intitulée L'Autorité dans l'atelier. Le règlement d'atelier et le contrat de travail.  
Lorsque le pape Pie X ordonne l'arrêt du Sillon en août 1910 sous l'effet des critiques des républicains et des traditionnalistes, Marc Sangnier crée immédiatement un nouveau quotidien, La Démocratie, avec ses amis Henry du Roure et Georges Hoog pour continuer à propager les idées de la démocratie chrétienne et du Sillon. Léonard Constant écrit que « Pendant ces quatre années, il se fit journaliste. Pour la Démocratie, il s’improvisa reporter, enquêteur, chroniqueur, essayiste, conteur et même feuilletonniste. S’il fut un journaliste étonnant, il est douteux que ce fût par vocation professionnelle. Mais les dons de son esprit devaient ici admirablement servir les exigences de son cœur dévoué à de grandes causes ».  
Pendant l'hiver 1912, épuisé par son travail, il doit arrêter le journalisme et trouver une activité moins fatigante. Installé seul et au calme à Palaiseau, il écrit. Léonard Constant rapporte que « peut-être n’aurions-nous connu jamais d’œuvres plus méditées et plus profondes que la Princesse Alice ou la Petite Lampe si la santé toujours fragile d’Henry du Roure ne l’avait arraché à la vie trop épuisante du journalisme. […] Dès l’année 1912 il a ébauché plusieurs romans, il a écrit deux pièces en un acte : la Meilleure part et la Reine de Géorgie et le premier acte d’une comédie dont les deux autres resteront inachevés ».  
Après la mort de sa mère en janvier 1914, il s'isole à Sceaux pour écrire un roman, Vie d'un heureux, qu'il achève fin juillet, quelques jours avant le début de la Première Guerre mondiale. Il dit à Louise Faure-Favier : « ce sera peut-être un roman posthume, au moins on ne l’éreintera pas ». 
Rappelé lors de la mobilisation en août 1914 comme sergent au 369e régiment d'infanterie, Henry du Roure arrive au contact du feu le 2 septembre puis participe à la bataille de Flirey où il est tué de plusieurs balles le 21 septembre 1914 à l'ouest de Limey,. 
Il est inhumé à la nécropole nationale de Flirey (tombe 292). 

## Œuvres principales
- L'Autorité dans l'atelier. Le règlement d'atelier et le contrat de travail, thèse de doctorat, 1910
- La Princesse Alice, roman, 1911
- Chroniques françaises et chrétiennes, 1912
- La Petite lampe, 1912
- Vie d'un heureux, roman, 1914
- Lettres - précédées d'un Journal intime, tome I, tome II, 1920

## Distinctions
- Médaille militaire
- Croix de guerre 1914–1918, étoile d'argent
- 1915 : Académie française - Prix Montyon pour La princesse Alice et La petite Lampe[12]

## Hommages
- Le nom d'Henry du Roure est inscrit au Panthéon dans la liste des 560 écrivains morts pour la France[13].
- Son nom figure dans sur les plaques commémoratives du lycée Charlemagne, de la Sorbonne, du lycée Louis-Le-Grand, de l'église Saint-Sulpice, de la mairie du 6e arrondissement de Paris et sur le Monument aux Parisiens morts pendant la Première Guerre[14].